# Набэсима Наотора
Набэсима Наотора (яп. 鍋島 直虎, 15 марта 1856 — 30 октября 1925) — японский государственный деятель, последний 11-й даймё княжества Оги (1864—1871), член Палаты пэров Японии (1890—1925), виконт (с 1884).

## Биография
Седьмой сын Набэсимы Наомасы, 11-го даймё Саги. Поскольку у Набэсимы Наосукэ, 10-го даймё Оги, не было сына, в 1861 году он усыновил своего будущего зятя Наотору. В 1864 году, после смерти Наосукэ, Наотора унаследовал княжество Оги. В 1868 году во время войны Босин Набэсима присоединился к силам нового правительства. В 1871 году после ликвидации ханов и основания префектур перестал быть даймё.
В 1873 году правительство Мэйдзи разрешило ему отправиться учиться в Англию. В том же году Наотора вместе с братьями Наохиро и Наото отправился в Лондон для обучения. После возвращения в Японию поступил на службу в Министерство иностранных дел.
8 июля 1884 года ему был присвоен титул виконта (сисяку). 10 июля 1890 года стал членом Палаты пэров и оставался на этом посту до 10 июля 1925 года. Набэсима Наотора умер 30 октября того же года в возрасте 69 лет. Похоронен в храме Сэйган-дзи в городе Оги.

## Семья
Первая жена, Набэсима Харуко, дочь Набэсимы Наосукэ, 10-го даймё Оги. Вторая жена, Намбу Такако, дочь Намбу Тосихисы, даймё Мориоки.
Дети:
- Набэсима Наоцунэ, старший сын
- Набэсима Наоаки, второй сын
- жена Хонды Тадааки
- жена Мори Мотоёси[яп.]

## Награды
- Орден Священного сокровища 3 класса (18 июня 1914)